# USS Prometheus
A USS Prometheus egy csillaghajó a Star Trek: Voyager című tudományos-fantasztikus televíziós sorozatban. Először az Üzenet a palackban című részben tűnik fel.
A USS Prometheus az egyetlen Prometheus osztályú hajó, ami eddig megépült, mivel ez egy új fejlesztésű, kísérleti hajótípus. Egy ugyanebbe az osztályba tartozó űrhajó is feltűnik a Voyager Végjáték című záró epizódjában, de annak nevét nem lehet látni. A Star Trek: Enterprise Azati Prime című részében is láthatunk egyet, amint a Procyon V-nél harcol.

## „Üzenet a palackban”
Az "Üzenet a palackban" című epizódban még csak prototípus űrjármű, amelyet a romulánok foglalnak el. A Voyager és a Prometheus Orvosi Segéd Hologramjai segítségével a Csillagflotta visszafoglalja.

## „Végjáték”
Amikor a Borg transztér átjáró megjelenik a Földnél, egy Prometheus osztályú csillaghajó is a Föld védelmére kel. Nem világos, hogy ez azonos e a korábbi hajóval, vagy ez egy másik hajó. 

## Technológia
A Prometheus a Csillagflotta által kifejlesztett, kísérleti fázisban lévő technológiák tömkelegét hordozza. Normál állapotban a hajó nyíl alakra emlékeztet, de harcban "multi-vektoriális támadó módot" képes felvenni, melynek részeként a jármű három egységre válik szét. Később az egységek ismét összecsatlakozhatnak. További újítás, hogy önregeneráló pajzzsal és ablatív páncélzattal rendelkezik. A fedélzet el van látva holosugárzókkal, így az orvosi segédhologram elhagyhatja a gyengélkedőt.

### Multi-vektoriális támadó mód
A Prometheus osztály legérdekesebb újdonsága a korábbi hajókhoz képest a három különálló egységre való szétválás támadás esetén. A hajó alapesetben négy térhajtóműgondolával rendelkezik, amelyek különálló pilonokon "X" alakban helyezkednek el. Szétválásnál az alsó egység az alsó, a középső a felső gondolapárral működik, a felső vagy elülső egységet három kis, burkolatba visszahúzható gondola hajtja meg. Ezekből kettő alul, a harmadik felül, közvetlenül a parancsnoki híd mögött található. A részek saját impulzusmeghajtása is megoldott, a hajónak így egységes üzemmódban látszólag három pár impulzus hajtóműje van, de ebben az esetben csak a legszélső hajtóművek vannak használatban, ami szétválásnál az elülső egységhez tartozik. 

## Lajstrom
A Prometheus regisztrációs száma: NX-59650. Az NX-es regisztrációs szám is a hajó kísérleti státuszára utal. Eredetileg NX-74913 lett volna a regisztrációs száma, de a látványtervező nem kapott időben értesítést, emiatt ő az NX-59650-es számmal készítette el a hajó díszleteit. Így a Prometheus ezzel a számmal szerepelt, ami némi magyarázatra szorult, mivel új hajó létére ez alacsonyabb, mint a Voyageré (NCC-74656). Ezt azzal magyarázzák, hogy a hajó fejlesztése már régebb óta zajlott, amikor a romulánok megpróbálták ellopni.

## Egyéb
A Star Trekben szerepelt még egy USS Prometheus nevű hajó, de az egy Nebula osztályú csillaghajó volt, NCC-71201-es regisztrációs számmal. Ez a hajó a DS9 Second Sight c. részében látható.

## Fordítás
- Ez a szócikk részben vagy egészben  a   Prometheus_class_starship című angol Wikipédia-szócikk fordításán alapul.  Az eredeti cikk szerkesztőit annak laptörténete sorolja fel. Ez a jelzés csupán a megfogalmazás eredetét és a szerzői jogokat jelzi, nem szolgál a cikkben szereplő információk forrásmegjelöléseként.